# Sida alii
Sida alii är en malvaväxtart som beskrevs av S. Abedin. Sida alii ingår i släktet sammetsmalvor, och familjen malvaväxter. Utöver nominatformen finns också underarten S. a. ovata.